# Gunnar Ridderstad
Gunnar Christer Andreas Ridderstad, född 24 juni 1941 i Örebro, är en svensk militär. Han tillhör ätten Ridderstad.
Ridderstad blev kapten vid Livgrenadjärregementet 1971, major där 1974 och överstelöjtnant där 1979. Han befordrades till överste 1984 och blev ställföreträdande chef för Livregementets grenadjärer och ställföreträdande befälhavare i Örebro försvarsområde samma år. Ridderstad blev överste av  första graden i generalstabskåren 1988. Åren 1990–1994 var han chef för Mellersta arméfördelningen. Åren 1995–1997 var han chef för Livgrenadjärregementet och befälhavare i Östergötlands försvarsområde. Han var styrelseordförande för Östgöta Correspondenten 1990–1998[källa behövs].